# Naturereignisse und Unglücke in Ostpreußen

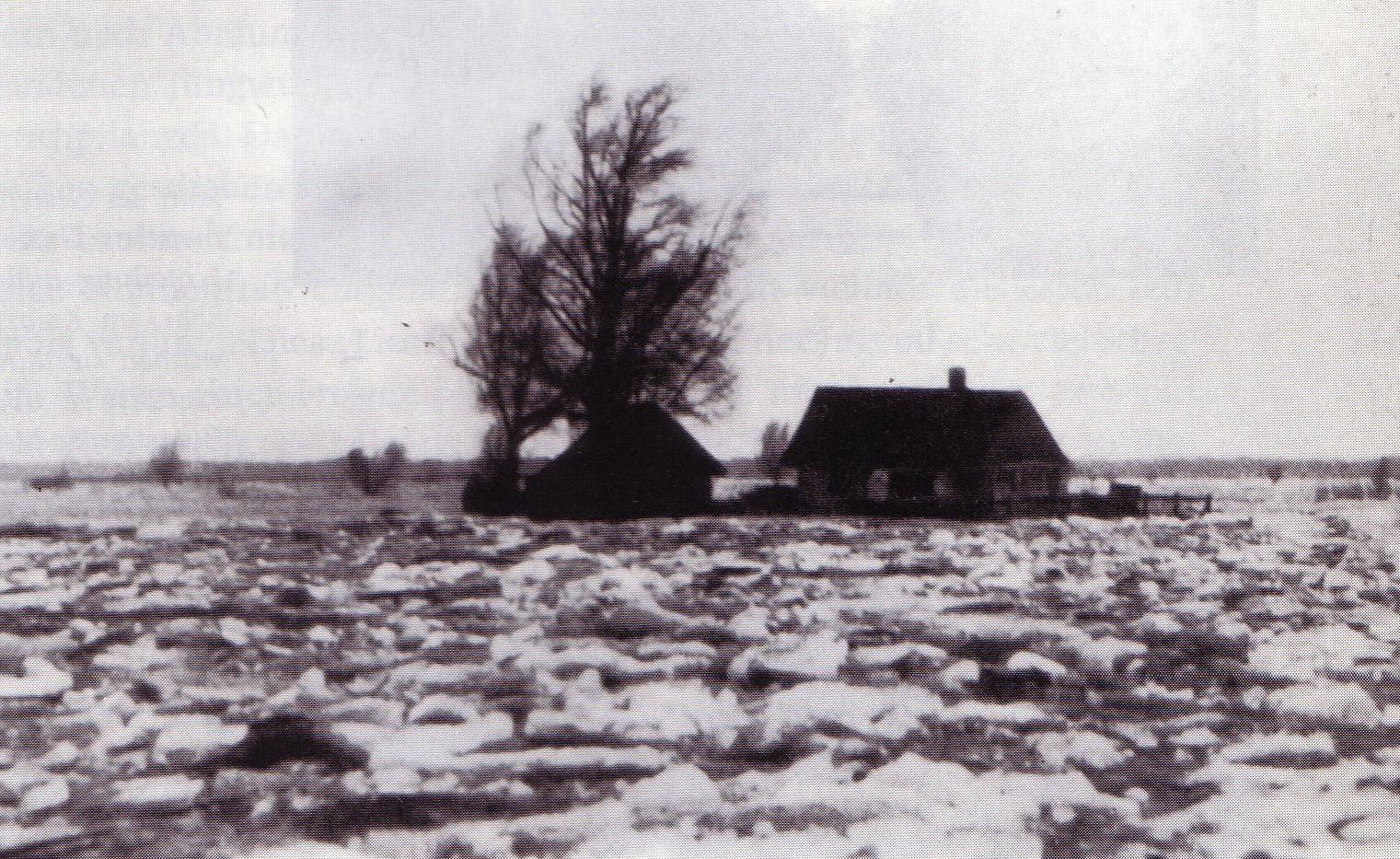
Hochwasser und Treibeis mit eingeschlossenem Bauernhof in Preußisch Litauen, um 1910

Zu den Naturereignissen in Ostpreußen, die in voraufgeklärten Zeiten auch als Schicksals- oder Himmelszeichen verstanden wurden, gehörten im nordöstlichen Mitteleuropa Erdbeben, Kometen, Nordlicht und Sonnenfinsternisse. Die verkürzte Fruchtperiode und die meist kargen Böden machten die Lebensbedingungen im späteren Ostpreußen schwierig. Extreme Klimaschwankungen brachten zusätzliche, oft genug katastrophale Belastungen. Vor 1835 brachten die Jahre 1308, 1349, 1360, 1497, 1510, 1701, 1702, 1768 und besonders 1818 schwere Orkanschäden. 1308 wurde das Tief an der Frischen Nehrung verändert. 1510 entstand das Pillauer Tief.

## Naturereignisse
Folgende außergewöhnliche Naturphänomene sind für Ostpreußen vom 14. Jahrhundert bis zum Jahr 1934 dokumentiert:
- 1322/23 kalter Winter, fast alle Obstbäume erfroren
- 1427 Dürre, Ostern bis August kein Regen
- 1506 Birnbäume tragen zweimal Frucht
- 1556/57 sehr kalter Winter
- 1572 „Wunderzeichen am Himmel“, Polarlicht
- 1577 großer Komet über Königsberg
- 1585 großes Nordlicht für ein „schröckliches Zeichen“ gehalten
- 1620 Hochwasser; Überflutung des Bodens vom Königsberger Dom; die Köttelbrücke wird fortgerissen
- 1642 der Storch kommt bereits Ende Januar
- 1680 am 23. Dezember „nach dem Sonnen Untergang ein schrecklicher Cometstrahl 52° hoch zum ersten mal gesehen worden“, Halleyscher Komet
- 1706 am 12. Mai totale Sonnenfinsternis, um 11 Uhr völlige Dunkelheit
- 1709 im Januar ungeheure Kälte; im Lustgarten gehen seltene Bäume ein; noch Anfang Mai fährt man auf der Ostsee Schlitten; Folgen Misswuchs, Hungersnot, Teuerung und die Große Pest. – Siehe auch: Jahrtausendwinter von 1708/1709
- 1711 Königsberg leidet unter Heuschreckenschwärmen
- 1718 Orkan mit Überschwemmung von Königsberg
- 1739/40 sehr strenger Winter; Eichen geborsten; Wein und Bier gefroren; Wachposten, Wild und Geflügel erfroren; die Ostsee öffnet sich erst Mitte Mai
- 1766 am 12. April totale Sonnenfinsternis
- 1771 strenger Winter mit Frost bis Ende April, Früh-Sommer extrem trocken, danach „unaufhörlicher Regen“ vom 10. Juli bis 15. Oktober (Kirchenbuch Heiligenwalde)
- 1794/95 große Kälte
- 1801 am 3. November Westorkan mit gewaltigem Rückstau; Schiffe liegen auf Wiesen und in Königsberg auf dem Wall
- 1806 ein Orkan über Königsberg fegt einen der drei Schloßhofgiebel des Berwartbaus herab
- 1818 im Januar verwüstet ein Orkan weite Teile Ostpreußens, Schadensumme 4.414.710 Taler[1]
- 1825 Hochwasser, Bootsverkehr auf Plantage, Weidendamm, Fischbrücke und Philosophendamm
- 1829 winterlicher Weststurm, schwere Überschwemmung, Eisstau an den Pregelbrücken, Albertinum unter Wasser, losgerissene Wittinen, Pregelkrug und Bretterkrug weggerissen
- 1832 kalter Sommer, in Julinächten Reif und Eis
- 1834 Hitze und Dürre; zweimaliges Blühen und zweimal Früchte
- 1836 großes Nordlicht
- 1849 große Kälte, bis −35 °Ré = −43,75 °C
- 1868 heißer Sommer, am 13. August 35,8 °Ré = 44,75 °C
- 1871 am 1. Juni Schnee
- 1889 kalter Winter mit 92 Schneetagen
- 1894 im Februar Weststurm, großer Rückstau; der Damm des Nassen Gartens bricht
- 1899/1900 schneereicher Winter; die Schneemassen werden in 28.721 Fuhren geräumt
- 1905 im Juni geringfügiger Erdbebenstoß
- 1907/08 schneereicher Winter, 175.696 Kubikmeter Schnee geräumt, Kosten 235.860 Mark
- 1910 im Juli Halleyscher Komet
- 1911/12 Landgraben bis auf den Grund zugefroren
- 1912 am 7. April fast totale Sonnenfinsternis. Heißer Sommer, an Königsberger Schulen 25 mal Hitzeferien
- 1918 im Januar heftiges Wintergewitter
- 1928/29 sehr harter Winter, Ostsee bis zum Horizont zugefroren; am 7. Januar 42 cm Schneehöhe, am 10. Februar −34,4 °C, mittlere Februartemperatur −13,8 °C, noch im Mai Eis an der Kurischen Nehrung. Meist Nordostwind
- 1934 ungeheure Schneefälle; die Maifeier fällt aus[2]

## Unglücke und Katastrophen
- 1352 Pest in Königsberg, in 4 Monaten 5.078 Tote
- 1529 Englischer Schweiß in Königsberg und Ostpreußen, 25.500 Tote
- 1549 Pest in Königsberg und Ostpreußen, 15.000 Tote
- 1550 Große Raupenplage in Königsberg und im Samland
- 1693 Das morsche Bollwerk neben der Holzbrücke stürzt ein, 20 Tote
- 1709 Beginn der Großen Pest
- 1747 Das Bollwerk neben der Grünen Brücke stürzt ein, viele Tote
- 1807 Flecktyphus und Ruhr in Königsberg, 10.000 Tote, Viehsterben, große Teuerung, 1.949 Geburten, 6.392 Todesfälle
- 1831 Cholera in Königsberg, 2.200 Erkrankungen, 1.327 Tote, siehe auch Cholera-Aufstand in Königsberg
- 1866 Cholera in Königsberg, 3.967 Erkrankungen, davon 517 Soldaten; 2.671 Tote
- 1869 Beim Besuch Wilhelms I. bricht das Geländer der Schloßteichbrücke beim Abendfest auf dem Königsberger Schlossteich, 32 Tote
- 1871 Pocken, 771 Erkrankungen
- 1871 Cholera, 3.741 Erkrankungen, 1.790 Tote
- 1914 im August/September Russeneinfall mit Verwüstung von 39 Städten und 1900 Dörfern, siehe Ostpreußische Operation (1914) und Ostpreußen im Ersten Weltkrieg
- 1916 am 4. Juli Munitionsexplosion in Rothenstein, 44 Tote, 95 Verletzte
- 1920 Rothensteiner Unglück: am 10. April Explosion der Munitionsfabrik mit vielen Toten; die Kuppel des Krematoriums mit Otto Ewels Fresken stürzt ein
- 1944 Ende August Luftangriffe auf Königsberg[2]